# Eurasburg (Oberbayern)
Eurasburg este o comună aflată în districtul Bad Tölz-Wolfratshausen, landul Bavaria, Germania.